# Mileewinae
Mileewinae (лат.) — подсемейство прыгающих насекомых из семейства цикадок (Cicadellidae). Около 90 видов. Встречаются повсеместно в тропических лесах.

## Описание
Мелкие насекомые в основном тёмно-коричневого цвета (снизу светлее). Оцеллии имеются. Передние крылья с разветвлённой радиальной жилкой. Макросетальная формула задних бёдер равна 2+1+1.

## Систематика
Обладают сходством с Cicadellinae (в которое их иногда включают в статусе трибы Mileewini), Typhlocybinae и Tinterominae. Древнейшие представители подсемейства были найдены в балтийском янтаре.
- Makilingiini Baker 
  - Makilingia Baker — Юго-Восточная Азия
- Mileewini — Пантропика[5]
  - Mileewa Distant, 1908[7][8][9][10][11].
  - Ujna Distant, 1908
    - Ujna acuta Krishnankutty & Dietrich, 2011
    - Ujna affinis Krishnankutty & Dietrich, 2011
    - Ujna alba Krishnankutty & Dietrich, 2011
    - Ujna bimaculata Krishnankutty & Dietrich, 2011
    - Ujna bicolorata  Rao 1995 
    - Ujna cavipenis He et al., 2021
    - Ujna consors  Distant 1908 
    - Ujna delicatula  Distant, 1908
    - Ujna exigua  Melichar 1903 
    - Ujna flavidipes  Distant, 1917
    - Ujna gagatina  Melichar 1903 
    - Ujna harpa  (Yang & Li, 2004)
    - Ujna liangae Yang, Meng & He, 2014[11]
    - Ujna maolanana Yang & Li 2000 
    - Ujna nigrimaculata  (Yang & Li, 2004)
    - Ujna philippinensis  Baker 1914
    - Ujna puerana  (Yang & Meng, 2010)
    - Ujna rostrata Krishnankutty & Dietrich, 2011[12]
    - Ujna trishula Krishnankutty & Dietrich, 2011
    - Ujna variabilis Krishnankutty & Dietrich, 2011
- Tinteromini Godoy and Webb 
  - Tinteromus Godoy & Webb — Южная и Центральная Америка[13]
- Tungurahualini Dietrich, 2011[1]
  - Ilyapa Dietrich, 2011 — Южная Америка (Колумбия, Перу)[1]
  - Tungurahuala Kramer, 1965[14]